# Euxesta nesiotis
Euxesta nesiotis är en tvåvingeart som beskrevs av Steyskal 1966. Euxesta nesiotis ingår i släktet Euxesta och familjen fläckflugor. Inga underarter finns listade i Catalogue of Life.